# Лудвиг Минкус
Лудвиг Фјодорович Минкус (чеш. Ludwig Fyodorovich Minkus; 1826 – 7. децембар 1917), пореклом Чех био је виолиниста, диригент и композитор. Највећи део живота провео је у Русији. Рођен је у Бечу 1826. године, где је и стекао музичко обрзаовање. Прву афирмацију као композитор доживљава у Паризу са данас потпуно заборављеним балетом „Поток“. Прекретницу у његовом животу и каријери представља позив кнеза Јусупова за службовањем у Петрограду. Исте године се сели за Москву где је био прво солиста оркестра Бољшој театра, затим надзорник свих музичких позоришта, а 1866. постаје професор на Московском конзерваторијуму. Од 1872-1896. живео је и радио у Петрограду као царски балетски композитор. Умире у родном Бечу 1907. године.
Написао је 16 балета од којих су се на балетским сценама света задржали балети Дон Кихот и Бајадера.